# Bundesautobahn 352
Bundesautobahn 352 (em português: Auto-estrada Federal 352) ou A 352, é uma auto-estrada na Alemanha.
A Bundesautobahn 352 tem 18 km de comprimento.

## Estados
Estados percorridos por esta auto-estrada:
- Faltaestado